# Шекспир (кратер)
Шекспир (англ. Shakespeare) — 370-километровый ударный кратер, расположенный на Меркурии, координаты центра: 48°00′ с. ш. 152°15′ з. д. / 48° с. ш. 152,25° з. д. Кратер назван в честь английского поэта и драматурга Уильяма Шекспира (1564—1616).
Согласно решению Международного астрономического союза кратеры на Меркурии называют в честь деятелей культуры: писателей, поэтов, художников, скульпторов, композиторов.
Кратеры, покрывающие меркурианскую пустыню, появились в ту пору, когда все тела Солнечной системы подвергались мощной метеоритной бомбардировке. Каждый удар метеорита сопровождается взрывом и оставляет воронку — кратер. В отсутствие ветра и водных потоков поверхность остается неизменной уже более 4 млрд лет.